# Harpalus tardus
Espèce
Harpalus tardus est une espèce de Coléoptères eurasiatiques de la famille des Carabidae.

## Description
Ce sont des coléoptères de 8 à 11 mm, noirs, luisants pour les mâles et dont les femelles ont des élytres ternes. Les antennes sont entièrement pâles. Les pattes sont noires avec tarses bruns; couleur brune rarement vue pour les bases tibiales ou les fémurs. Les tibias antérieurs disposent d'une rangée de quatre à six épines préapicales.
Les flancs du pronotum sont presque droits par rapport aux angles postérieurs qui sont légèrement arrondis ; le bord postérieur di pronotum est droit et la base non ponctuée mais parfois légèrement rugueuse.
Les élytres ont des côtés légèrement arrondis avec des intervalles plats à la base et convexes à l'apex, sans ponctuations sous-apicales. Dessous de l'abdomen est non pubescent. Les ailes sont présentes.

## Habitat
On retrouve Harpalus tardus dans les habitats secs et ouverts, y compris les sols sablonneux comme les dunes, les graviers, les prairies, les jardins et les terres arables,.

## Distribution
Cette espèce est essentiellement présente en Europe où il est notamment répandu dans toute la Grande-Bretagne (par exemple dans le Leicestershire et le Rutland) sauf dans l'extrême nord mais généralement côtier au Pays de Galles, en Écosse et aussi à l'est de l'Irlande,. Elle commence à s'implanter en Nouvelle Zélande.

## Taxonomie
Le nom valide complet (avec auteur) de ce taxon est Harpalus tardus (Panzer, 1796).
L'espèce a été initialement classée dans le genre Carabus sous le protonyme Carabus tardus Panzer, 1796.

### Synonymes
Selon la GBiF, Harpalus tardus a pour synonymes :
- Carabus lardus Panzer, 1797
- Carabus rufimanus Marsham, 1802
- Carabus tardus Panzer, 1796
- Harpalus amaroides Faldermann, 1836
- Harpalus angustior J.Sahlberg, 1875
- Harpalus jacqueti Puel, 1936
- Harpalus pueli Antoine, 1920
- Harpalus rufimanus (Marsham, 1802)